# Olof Svebilius

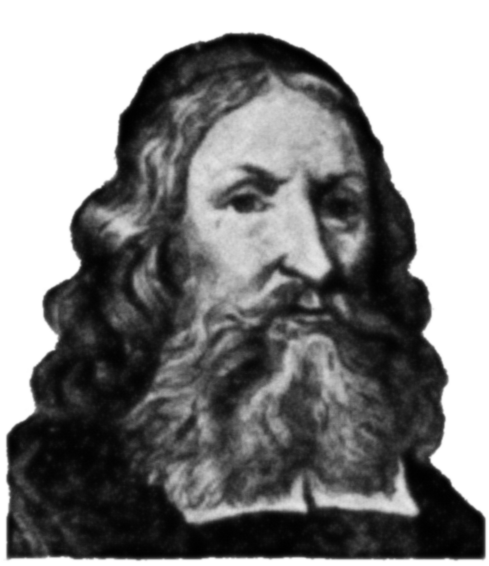
Olov Svebilius

Olof Svebilius, auch Olov Svebilius oder Olaus Svebilius, seltener auch Olof Swebilius und Olof Schwebilius (* 1. Januar 1624 im Kirchspiel Ljungby; † 29. Juni 1700 in Uppsala) war ein schwedischer lutherischer Theologe und Erzbischof von Uppsala.

## Leben
Svebilius studierte ab 1638 an der Universität Uppsala und verbrachte 1640–1641 ein Auslandsjahr an der Universität Königsberg. 1649 erwarb er in Uppsala den Titel eines filosofie magister. Anschließend begleitete er von 1651 bis 1656 den späteren Landmarschall und Kanzler Johan Göransson Gyllenstierna (1635–1680) auf einer Studienreise nach Deutschland, Italien, Holland, England und Frankreich. Nach der Rückkehr wurde er Rektor der Domschule von Kalmar und 1658, nach seiner Ordination, Schlossprediger und Lektor für Theologie ebenda. 1663 kehrte er als Pfarrer nach Ljungby zurück.
1668 wurde er als Hofprediger nach Stockholm berufen und mit der religiösen Unterweisung des noch minderjährigen Königs Karl XI. betraut. 1671 zum Oberhofprediger befördert, wurde er zugleich Pfarrer an der Storkyrkan in Stockholm. Nachdem er 1675 zum Dr. theol. promoviert worden war, brachte die Protektion des Königs ihm 1678 die Berufung zum Bischof im Bistum Linköping. Nach dem Tod von Johannes Baazius wurde er 1681 zum Erzbischof von Uppsala ernannt und amtierte bis zu seinem Tod als höchster Würdenträger der Schwedischen Kirche. Schon seit 1668 Mitglied des Reichstags, war er als Erzbischof von 1682 bis 1697 Sprecher des Pfarrerstandes.
Als Vertrauter des Königs arbeitete Svebilius an allen großen kirchlichen Projekten des ausgehenden 17. Jahrhunderts mit. So war er an der Revision der 1686 abgeschlossenen Kirchenverfassung (kyrkolag) und an der Redaktion einer neuen Agende und eines neuen Gesangbuches beteiligt. Die größte Bedeutung hatte er als Autor der neuen Erklärung zu Martin Luthers Kleinem Katechismus. Sein Werk Enfaldig förklaring öfver dr Martin Luthers lilla cateches, stäld genom frågor och svar von 1689 galt als meisterhafte Einführung in den evangelischen Glauben. Es wurde auch ins Finnische und Samische und sogar ins Französische übersetzt und war in ganz Schweden verbindlich, bis es 1810 durch den Katechismus von Jacob Axelsson Lindblom ersetzt wurde.

## Familie
Svebilius war seit 1658 mit Elisabeth Gyllenadler (1639–1680) verheiratet, einer Tochter des Bischofs Samuel Enander (1607–1670) und Enkelin des Bischofs Jonas Petri Gothus (1587–1644). Sie hatten sieben Kinder, die 1684 mit dem Namen Adlerberg in den erblichen Adel aufgenommen wurden. Zwei Töchter waren wiederum mit den Bischöfen Carl Carlsson und Jonas Petri Linnerius (1653–1734) verheiratet.